# أسطورة مونتروز
أسطورة مونتروز (بالإنجليزية: A Legend of Montrose) هي رواية تاريخية بقلم السير والتر سكوت، وتدور أحداثها في إسكتلندا في أربعينات القرن السابع عشر خلال فترة الحرب الأهلية. وهي تشكل، إلى جانب عروس لامرمور، الجزء الثالث من سلسلة حكايات سكوت «حكايات عن مالك الأرض». ونشرت الروايتان معا عام 1819.